# Pingüinera
Pingüinera är en kulle i Antarktis. Den ligger i Sydshetlandsöarna. Argentina, Chile och Storbritannien gör anspråk på området.
Terrängen runt Pingüinera är huvudsakligen kuperad, men den allra närmaste omgivningen är varierad. Havet är nära Pingüinera norrut. Trakten är obefolkad. Det finns inga samhällen i närheten. 